# Autopistas de Japón
Las Autopistas de Japón (高速道路 Kōzoku-dōro?) forman una gran red de autopistas de peaje de acceso controlado, de alta velocidad  e iluminadas.

## Historia
Japan Highway Public Corporation (日本道路公団 Nihon Dōro Kōdan) o JH, fue una empresa pública establecida después de la Segunda Guerra Mundial para construir y administrar redes de autopistas en Japón, fundada el 16 de abril de 1956.
Además de la red nacional de autopistas administrada por JH, el gobierno estableció corporaciones adicionales para construir y administrar autopistas en áreas urbanas. La Metropolitan Expressway (responsable de la Autopista Shuto) se estableció en 1959, y la Hanshin Expressway (responsable de la Autopista Hanshin) se estableció en 1962.
El 1 de octubre de 2005 JH se dividió en tres empresas privadas: East Nippon Expressway Company Limited (NEXCO East) -regiones de Hokkaidō, Tōhoku y Kantō-, Central Nippon Expressway Company Limited (NEXCO Central) -regiones de Kantō y Chūbu- y West Nippon Expressway Company Limited (NEXCO West) -regiones de Kinki o Kansai, Chūgoku, Shikoku y Kyūshū-, para administrar y operar las autopistas del país.

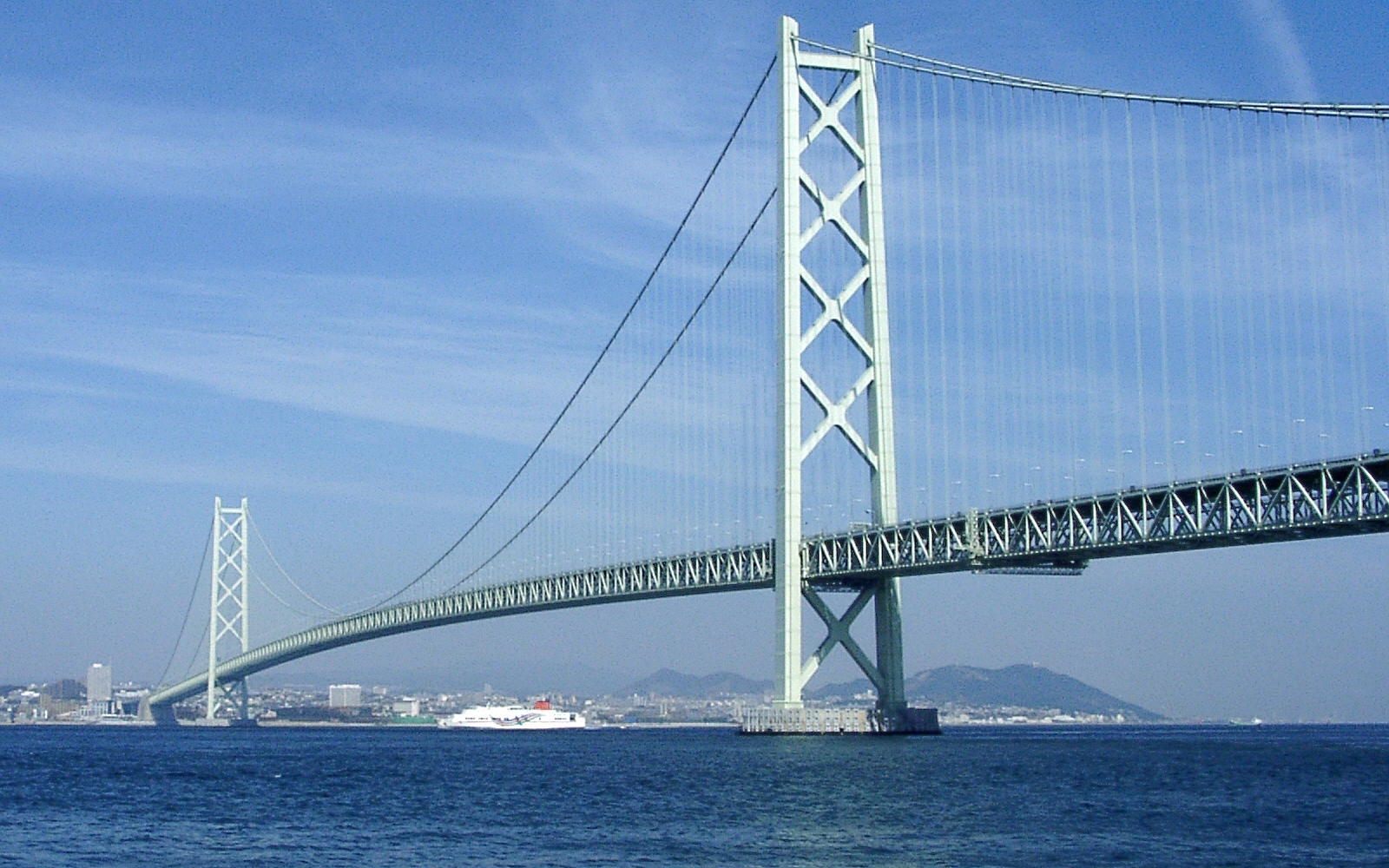
Gran Puente de Akashi Kaikyō.

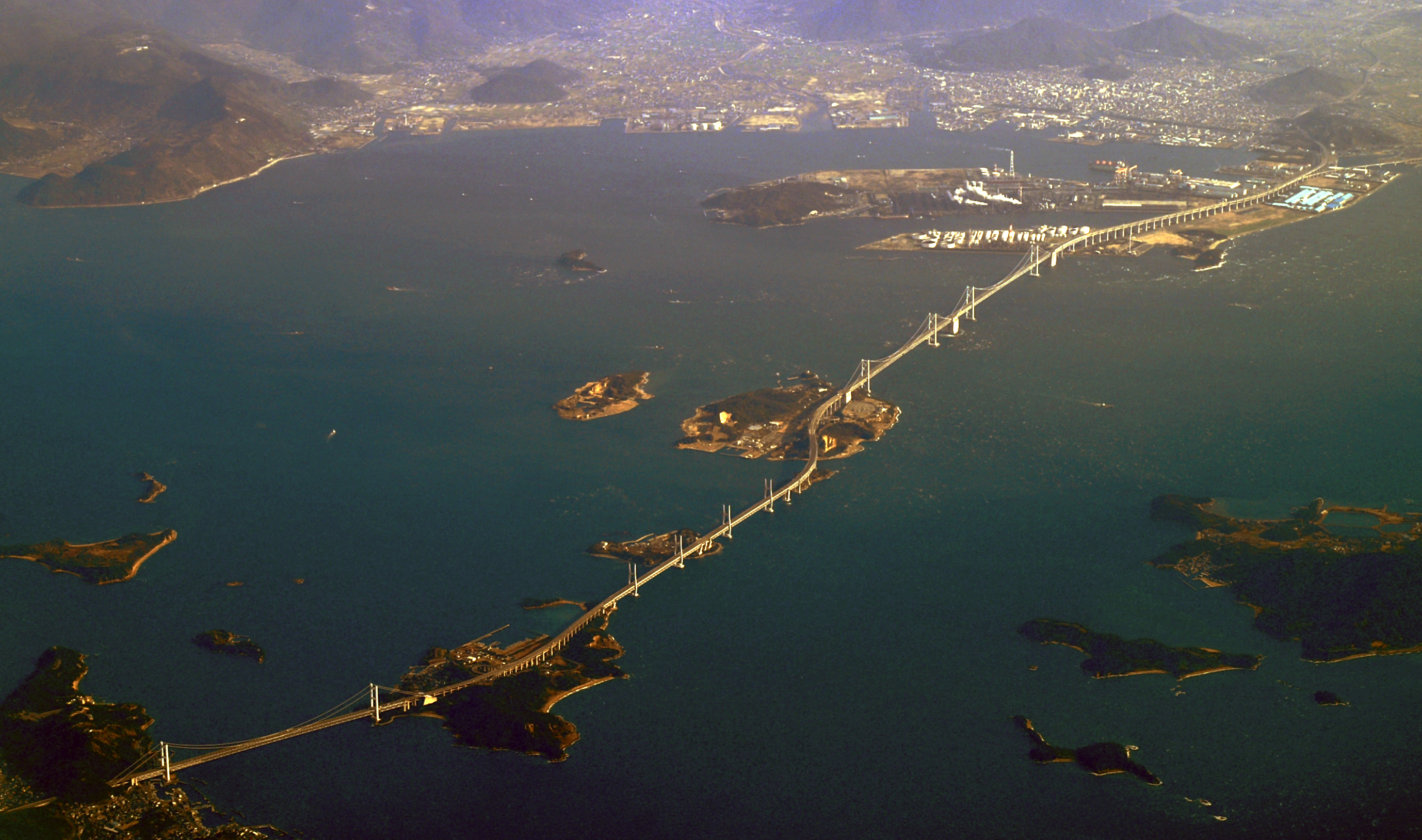
Gran puente de Seto.

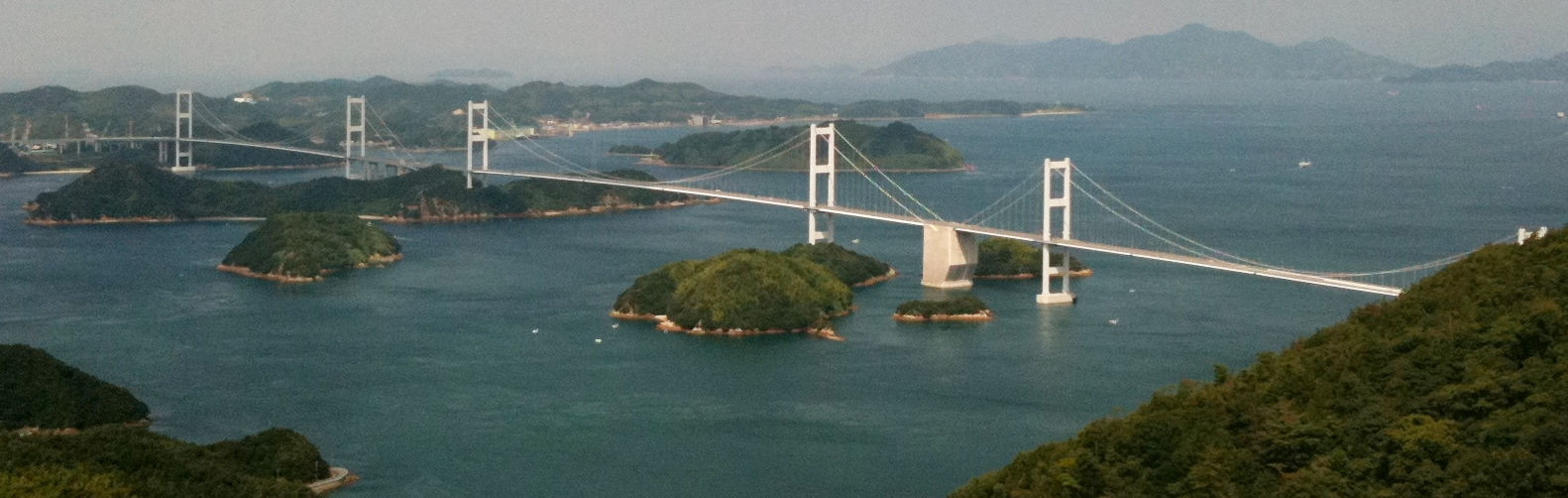
Gran Puente del Estrecho de Kurushima.

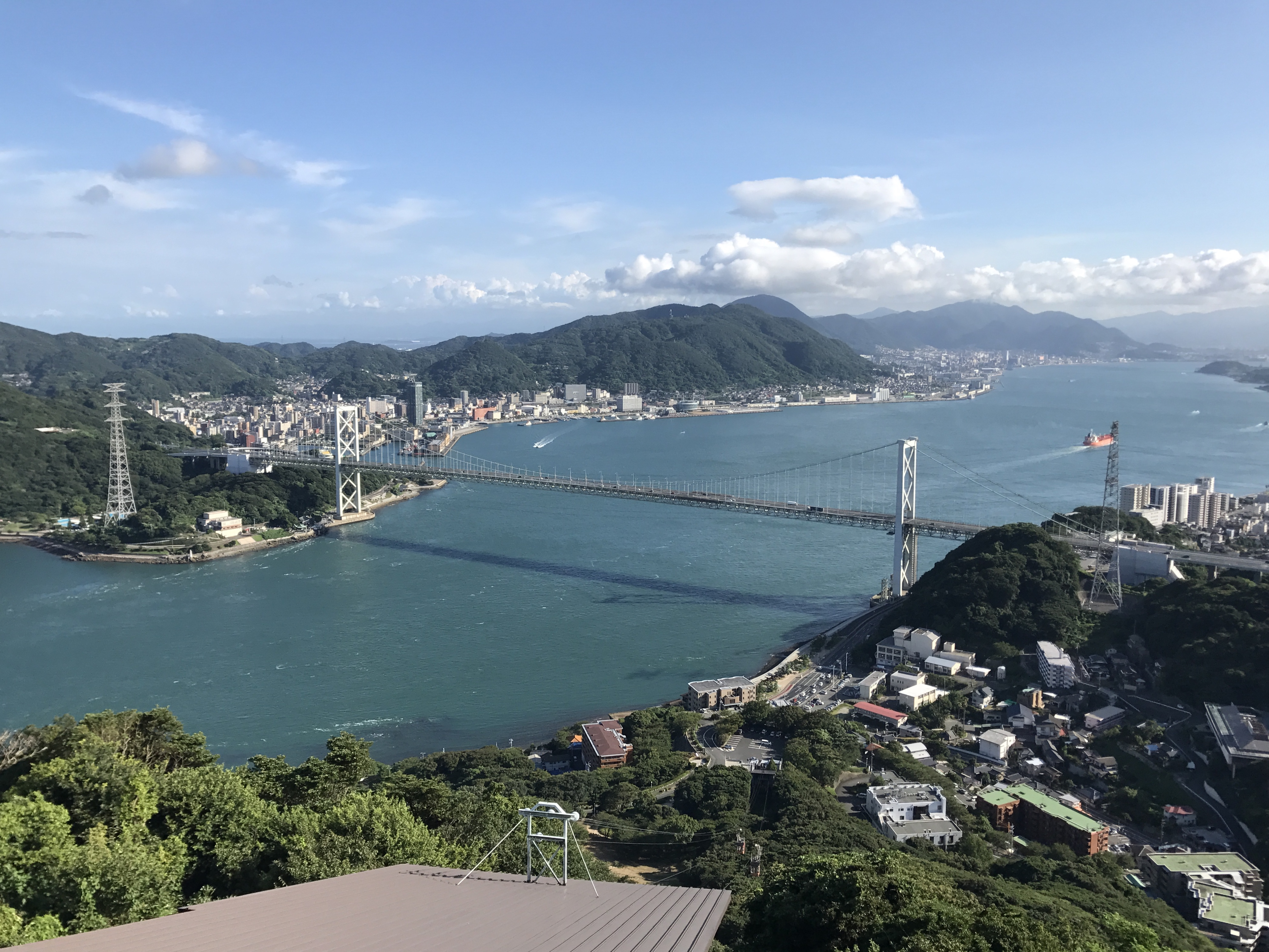
Puente Kanmon.

Gran puente de Seto de la que también forma parte el Gran Puente de Akashi Kaikyō y el Gran Puente del Estrecho de Kurushima, se convirtió en la compañía Honshū-Shikoku Bridge Expressway, cuyas operaciones están planeadas para ser eventualmente absorbidas por NEXCO West.  

## Autopistas principales
Las autopistas nacionales (高速自動車国道 Kōsoku Jidōsha Kokudō) constituyen la mayoría de las autopistas en Japón. Esta red cuenta con un enlace ininterrumpido entre la Prefectura de Aomori en la parte norte de la isla Honshū y la Prefectura de Kagoshima en la parte sur de la isla Kyūshū, que une también a la isla Shikoku con Honshū. Las autopistas adicionales sirven en la isla de Hokkaidō y en la isla de Okinawa, aunque no están conectados a la red Honshū-Kyūshū-Shikoku.
- Autopista Hokkaidō (Dōō), conocida como E5 conexión norte sur entre Nayoro, Sapporo y Nanae.

- Autopista Tōhoku, conocida como E4 conexión norte sur entre Aomori (Aomori) y  Kawaguchi (Saitama). >C3

- Autopista Akita, conocida como E46 va desde Kosaka (Akita) hasta Kitakami (Iwate). <E7 >E4

- Autopista Nihonkai-Tōhoku, conocida como E7 va desde Niigata hasta Akita. <E49 >E46

- Autopista Ban-Etsu, conocida como E49 va desde Niigata hasta Iwaki (Fukushima). <E8 >E6

- Autopista Kan-Etsu, conocida como E17 norte sur entre Nagaoka (Niigata) y Nerima (Tokio). >C3

- Autopista Hokuriku, conocida como E8 va desde Maibara (Shiga) hasta Niigata, pasando por Kanazawa (Ishikawa). <E1(M) >E49

- Autopista Jōban, conocida como E6 norte sur entre Tomiya (Miyagi) y Misato (Saitama). <E4 >C3

- Autopista Ken-Ō, conocida como C4 anillo vial entre Yokohama (Kanagawa) y Kisarazu (Chiba). >CA

- Autopista Tokyo-Gaikan, conocida como C3 anillo vial entre Setagaya (Tokio) y Ichikawa (Chiba). <E1 E20 E4 E6 >E51

- Aqualine Bahía de Tokio, conocida como CA entre Kisarazu (Chiba) y Kawasaki (Kanagawa). <C4

- Autopista Chūō, conocida como E20 conecta Suginami (Tokio) con Komaki (Aichi), a través de las montañas. <C3 >E1(M)

- Autopista Tōmei, conocida como E1 conecta Setagaya (Tokio) con Komaki (Aichi) a través de la costa del Pacífico. <C3 >E1(M)

- Autopista Meishin, conocida como E1(M) conecta Komaki (Aichi) con Nishinomiya (Hyōgo) vía Kioto y Osaka. <E1 >E2A

- Autopista San'yō, conocida como E2 va de Kōbe (Hyōgo) a Yamaguchi (Yamaguchi) a través de la costa del Mar Interior de Seto lado isla de Honshū y Hiroshima. >E2A

- Autopista Chūgoku, conocida como E2A va desde Osaka a Shimonoseki (Yamaguchi) a través de las montañas. >Puente Kanmon

- Autopistas Kōbe-Awaji-Naruto E28, Seto-Chūō E30 y Nishiseto (Shimanami) E76 que comunican respectivamente a través de los puentes: Gran Puente de Akashi Kaikyō, Gran puente de Seto  y Gran Puente del Estrecho de Kurushima, las islas Honshū y Shikoku. >E2

- Autopista Kyūshū, conocida como E3 va desde Kitakyūshū (Fukuoka) hasta Kagoshima (Kagoshima). <Puente Kanmon

- Autopista Nagasaki, conocida como E34 va desde Tosu (Saga) hasta Nagasaki (Nagasaki). <E3

- Autopista Nagasaki By-pass, conocida como E96 va desde Isahaya (Nagasaki) hasta Nagasaki. <E34

- Autopista Okinawa, conocida como E58 conexión norte sur entre Nago y Naha.

## Autopistas urbanas
Las autopistas urbanas (都市高速道路 Toshi Kōsokudōro) son vías que se encuentran en las áreas urbanas de las ciudades más grandes de Japón. 
Las dos redes más grandes son la Autopista Shuto en el área metropolitana de Tokio y la Autopista Hanshin en el área metropolitana  de Osaka. Hay otras redes más pequeñas en Tokio, Nagoya, Hiroshima, Kitakyūshū y Fukuoka. Cada red se gestiona por separado, salvo las autopistas Fukuoka y Kitakyūshū que son administradas por la misma empresa (Fukuoka-Kitakyūshū), pero no están físicamente conectadas entre sí.
Ellas son, a saber:
- Autopista Shuto (Tokio)
- Autopista Tokyo  (Tokio)
- Autopista  Nagoya (Nagoya)
- Autopista  Hanshin (Osaka)
- Autopista Hiroshima (Hiroshima)
- Autopista  Kitakyūshū (Kitakyūshū)
- Autopista  Fukuoka (Fukuoka)